# Прасування

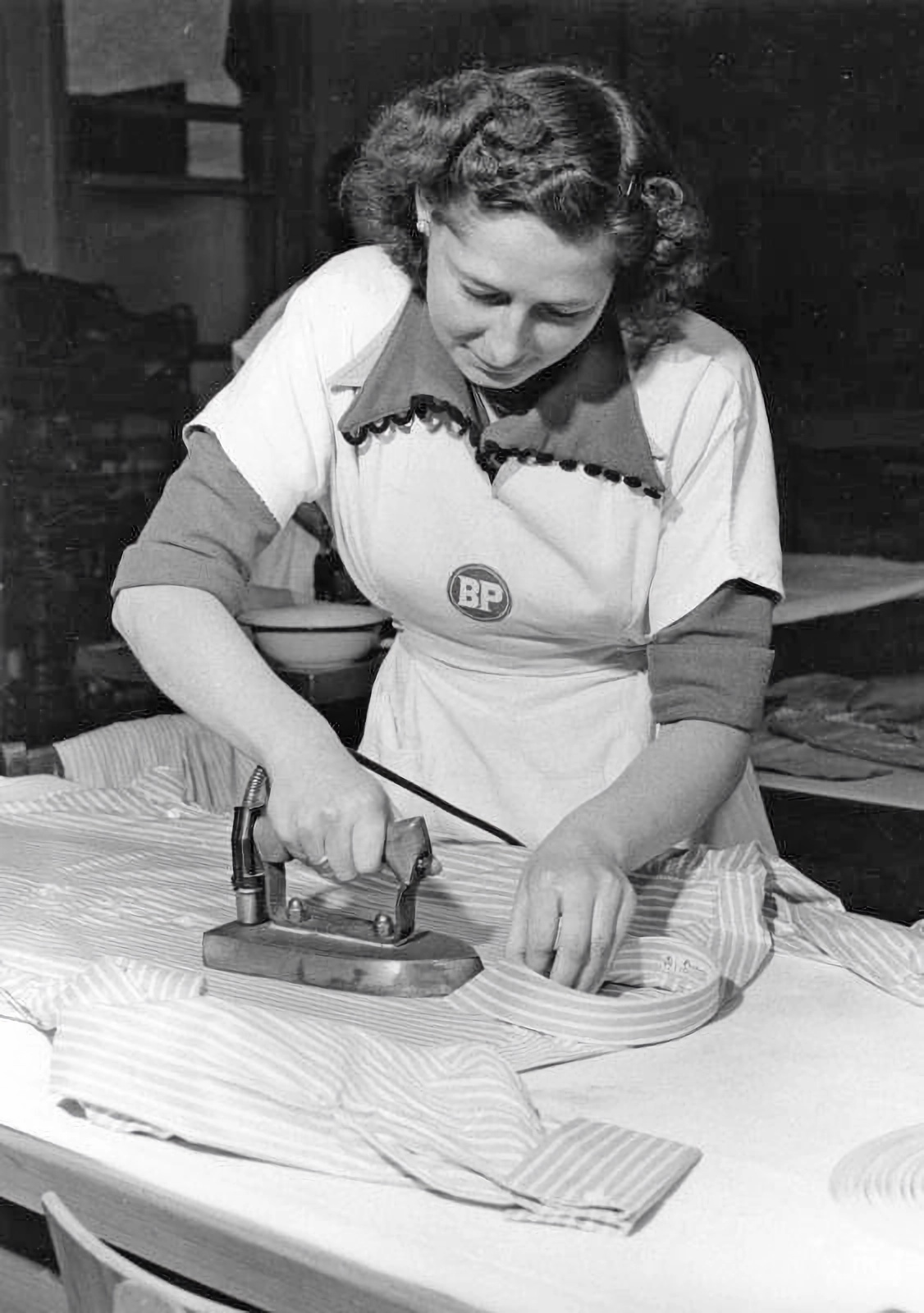
Прасування чоловічої сорочки електропраскою. 1953 рік.

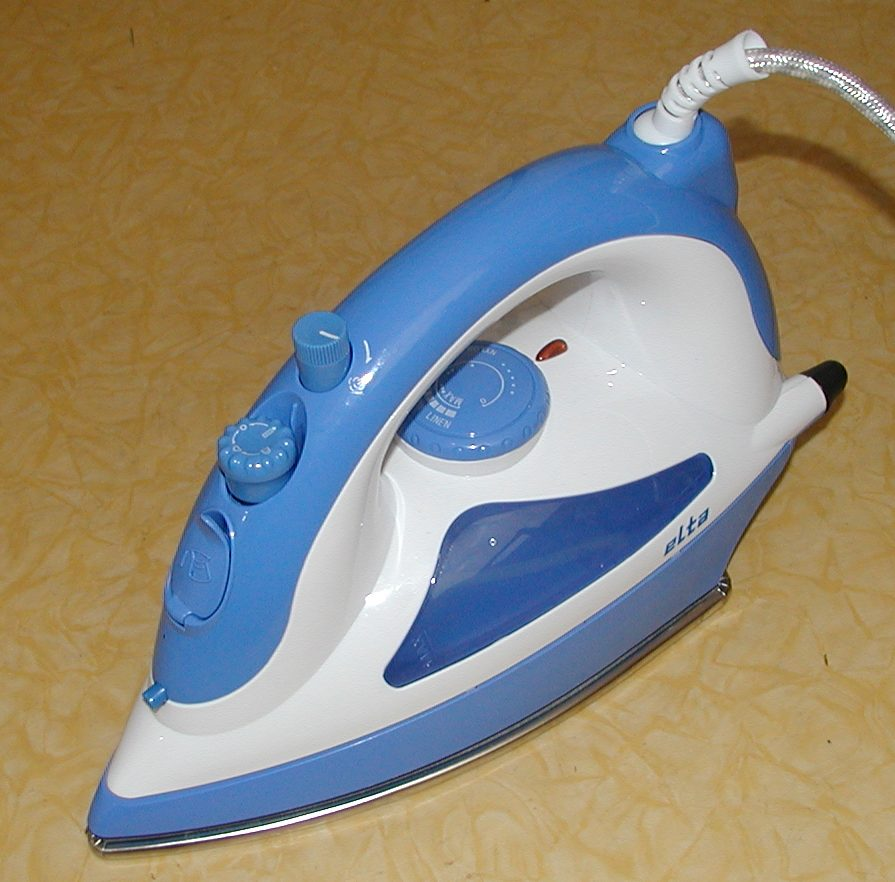
Сучасна електрична праска.

Прасування — процес, при якому тканина набуває гладку поверхню шляхом її пресування розігрітою площиною (підошвою праски).

## Перші праски та прасувальні машини
До поширення прасок у селах для розгладжування білизни широко застосовували «рублі» — вузькі дерев'яні дошки з ручкою і поперечними зарубками. Білизну намотували на спеціальну качалку і розкочували рублем.
Для нагрівання прасок служили особливі печі. Для того, щоб праски довше залишалися гарячими, всередині них влаштовувалося щось на зразок невеликого вогнища з багаттям, яке наповнювалося деревним вугіллям. Однак зола, що випадала з таких прасок, а також дим, що виділявся з них, часто спричиняли незручності. Цього уникали, встановлюючи всередині праски спиртові лампи, причому праски були обертовими і двосторонніми, так що поки одна сторона прасувала, інша нагрівалася. Замість спиртових ламп могли вживатися газові пальники, влаштовані на манер Бунзенівських; при цьому праска з'єднувалася з газопровідним краном за допомогою довгої каучукової трубки. Американські праски для кравців влаштовувалися так, що ручка праски легко знімалася і служила для декількох прасок.
Прасувальні машини складалися з двох, один над одним поставлених, порожнистих, сталевих, добре відполірованих барабанів, опалюваних деревним вугіллям, що обертаються з різними швидкостями. Пропускана між ними білизна одночасно висушувалася і випрасовувалась. Машина прасувала за одну годину 200—250 метрів білизни, причому без попереднього качання; але для речей, що мають великі ґудзики або багато великих складок, машина не підходила.
Для надання білизні блиску (глянцю) вживали або особливі праски, або ж у крохмаль додавали віск або буру.

## Сучасні праски
Сучасні праски, зазвичай, електричні і мають велику кількість функцій. При використанні функції зволоження розігрітою парою, дрібні складочки тканини пом'якшуються і сильніше піддаються розгладженню, а при використанні спеціальної рідини для прасування, пара стає ще ефективнішою і, крім того, надає білизні ніжний аромат і м'якість. Деякі праски оснащені функцією «вертикального відпарювання», що дозволяє робити прасування у вертикальному положенні.
Підошва праски може бути виготовлена з:
- Алюмінію. Праска з підошвою із алюмінію швидко нагрівається і швидко холоне, але у такої праски є істотний недолік — підошва дряпається.
- Нержавіючої або хромованої сталі. Праски з підошвою з нержавіючої стилі або хромованої сталі легко ковзають по тканині, добре чистяться, дуже міцні. До їх недоліків можна віднести відносно більшу вагу і відносно повільне нагрівання та охолодження.
- Кераміки або металокераміки. Праски з кераміки забезпечують краще ковзання, але керамічне покриття досить крихке.

## Сучасні прасувальні котки

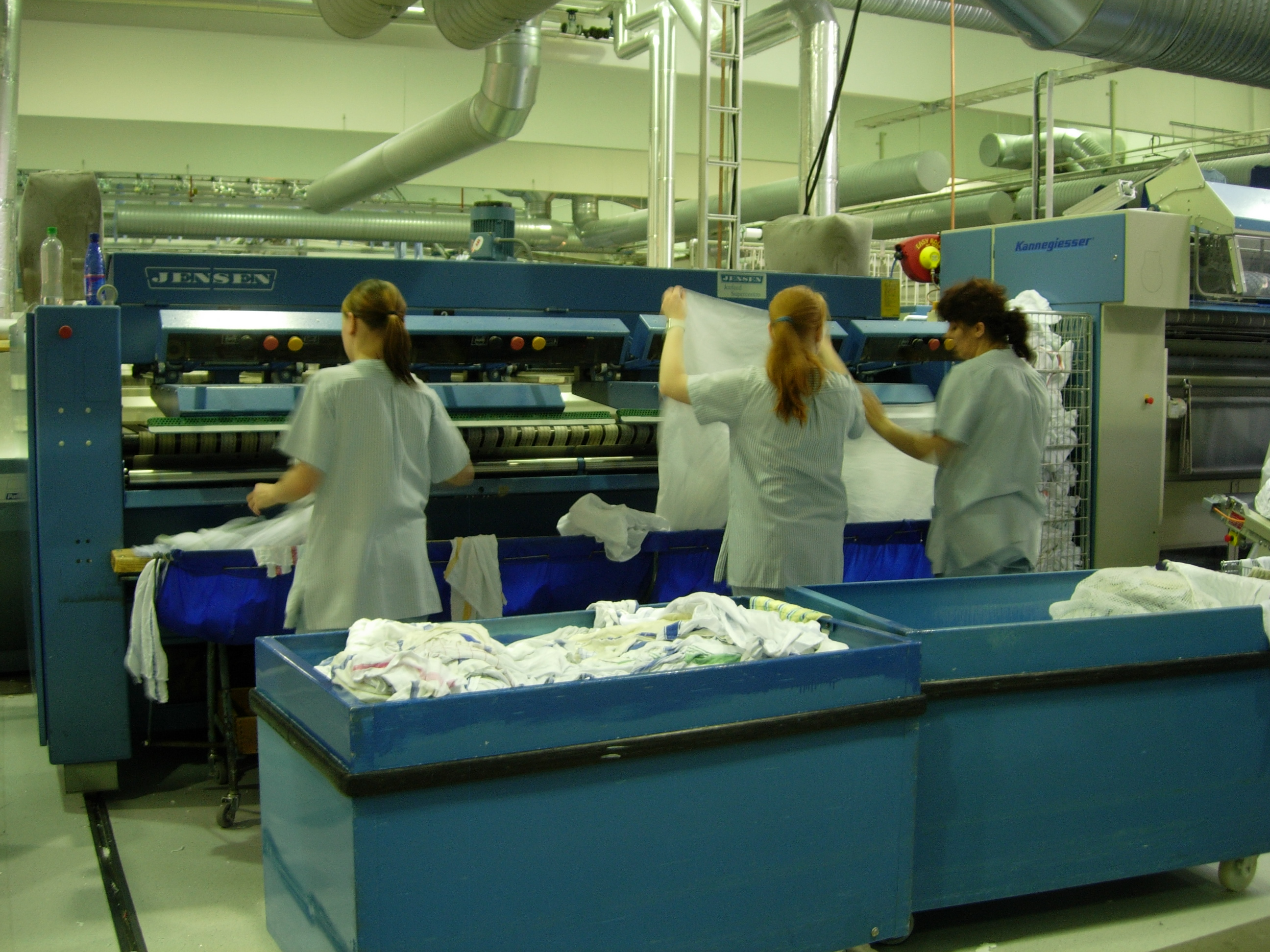
Сучасні прасувальні котки.

У хімчистках, пральнях і міні-пральнях лікарень, пологових будинків, військових частин, готелів, санаторіїв, дитячих садків застосовуються промислові прасувальні котки. Зазвичай вони призначені для прасування прямої білизни (хоча існують і котки для прасування фасонної білизни).